# EC Juventude
Esporte Clube Juventude – brazylijski klub piłkarski z siedzibą w mieście Caxias do Sul, leżącym w stanie Rio Grande do Sul.

## Historia
Klub Juventude założony został 29 czerwca 1913  przez grupę 35 chłopców z Caxias do Sul, którzy byli potomkami włoskich imigrantów. Pierwszym w historii prezesem klubu Juventude został Antônio Chiaradia Neto.
Swój pierwszy mecz klub Juventude rozegrał 20 lipca 1913 przeciwko klubowi Serrano z miasta Carlos Barbosa (także stan Rio Grande do Sul). Mecz zakończył się wynikiem 4:0 dla Juventude.
8 marca 1915 klub poniósł pierwszą w swych dziejach porażkę, przegrywając 1:4 z klubem Fußball z pobliskiego miasta Montenegro. Spotkanie to zakończyło serię 23 meczów bez porażki.
10 października 1919 Juventude dołączył do federacji piłkarskiej stanu Rio Grande do Sul. Rok później klub podpisał pierwsze kontrakty zawodowe z kilkoma piłkarzami urugwajskimi.
Pierwszy mecz z lokalnym rywalem, klubem SER Caxias, Juventude rozegrał 11 grudnia 1975, wygrywając 1:0 po golu Da Silvy. Odtąd derbowe mecze między tymi klubami stały się tradycją i zyskały sobie nazwę derby Ca-Ju.
Na podstawie umowy zawartej 25 marca 1993 nowym sponsorem klubu została włoska firma Parmalat. 4 grudnia 1994 Juventude zdobył mistrzostwo Campeonato Brasileiro Série B, co dało mu awans do Campeonato Brasileiro Série A. Był to pierwszy w historii sukces klubu na szczeblu ogólnokrajowym.
7 czerwca 1998 wygrał Campeonato Gaúcho i pierwszy raz w historii zdobył mistrzostwo stanu Rio Grande do Sul.
Zdobycie Copa do Brasil 27 czerwca 1999 dało klubowi Juventude, obok pierwszego ważnego narodowego tytułu, prawo reprezentowania Brazylii w Copa Libertadores 2000.

## Osiągnięcia
- Mistrz stanu Rio Grande do Sul (Campeonato Gaúcho): 1998
- Mistrz drugiej ligi brazylijskiej (Campeonato Brasileiro Série B): 1994
- Puchar Brazylii (Copa do Brasil): 1999

## Aktualny skład
| Pozycja   | Zawodnik           |
| --------- | ------------------ |
| bramkarz  | André              |
| bramkarz  | Michel             |
| obrońca   | Cassio             |
| obrońca   | Ederson            |
| obrońca   | Fabrício           |
| obrońca   | Márcio Azevedo     |
| obrońca   | Rafael             |
| obrońca   | Cedrola            |
| obrońca   | Wescely            |
| obrońca   | Helder             |
| obrońca   | Ricardo Cavalcante |
| obrońca   | Michel             |
| obrońca   | Ulisses            |
| pomocnik  | Emerson            |
| pomocnik  | Mika               |
| obrońca   | Zé Rodolpho        |
| pomocnik  | Juliano            |
| pomocnik  | Ivo                |
| pomocnik  | Lauro              |
| pomocnik  | Paulo Ramos        |
| pomocnik  | William            |
| pomocnik  | Veiga              |
| pomocnik  | Júlio César        |
| pomocnik  | Radamés            |
| napastnik | Da Silva           |
| napastnik | Cristiano          |
| napastnik | Alex Alves         |
| napastnik | Bruno              |
| napastnik | Tadeu              |
| obrońca   | Fabio Rosa         |
| pomocnik  | Paulo César        |

### Sztab szkoleniowy
- Eduardo Baptista – Trener
- Álvaro Peixoto – Asystent trenera
- Mauri – Trener bramkarzy
- Rodrigo Poletto – Przygotowanie fizyczne
- Iran Cercato, – Lekarz
- Dudu Empinotti, Ricardo Finger – Fizjoterapeuci
- Massa, Elton Vargas – Masażyści